# 시게 쇼고로
시게 쇼고로(일본어: 茂 庄五郎, 1863년 2월 ~ 1913년 3월 29일)는 메이지 시대의 간사이(関西)에서 활약한 일본의 건축가이다. 간사이의 건축설계사무소를 설립하였고, 공장 건축을 많이 다룬 것으로 알려졌다.

## 약력
1863년 2월 나가사키(長崎)에서 태어났다. 1891년 7월 도쿄제국대학 조가학과(造家学科)를 졸업한 후, 아마가사키 방적(尼崎紡績) 기사가 되어서 아마가사키 공장의 설계 감독을 실시했다. 그 후 해군성에 들어가, 구레진수부(呉鎮守府)에 부임하게 되었지만 곧 사직하였다. 1895년 오사카에 시게 건축사무소를 개소하였다. 당시 동양의 맨체스터로 불린 오사카에서 공장 건축에 주목하여 간사이의 많은 공장 건축의 설계 감독에 종사하였다. 또한, 간사이 상공학교(関西商工学校, 현 간사이 오쿠라 학원)의 창립에도 참여하여 감사(監事)를 맡았다. 1913년 3월 신장병으로 오사카 시 기타구 자택에서 향년 51세로 사망하였다.

## 주요 작품
- 아마가사키 방적 아마가사키 공장 (尼崎紡績尼崎工場, 1892년)
- 일본 방적 후쿠시마 본사 공장 (日本紡績福島本社工場, 1895년, 현존하지 않음)
- 모슬린 방적회사 (毛斯綸紡績会社, 1900년, 현존하지 않음)
- 한신전철 아마가사키 발전소 (阪神電鉄尼崎発電所, 1904년 尼崎市, 茂の設計と推定されている)
- 오사카 전등 아지가와 발전소 (大阪電燈安治川発電所, 1908년, 현존하지 않음)
- 사카이 셀룰로이드 회사 공장 (堺セルロイド会社工場, 1910년, 현 다이셀 화학공업 사카이 공장, 2008년 1동을 남기고 전부 해체)

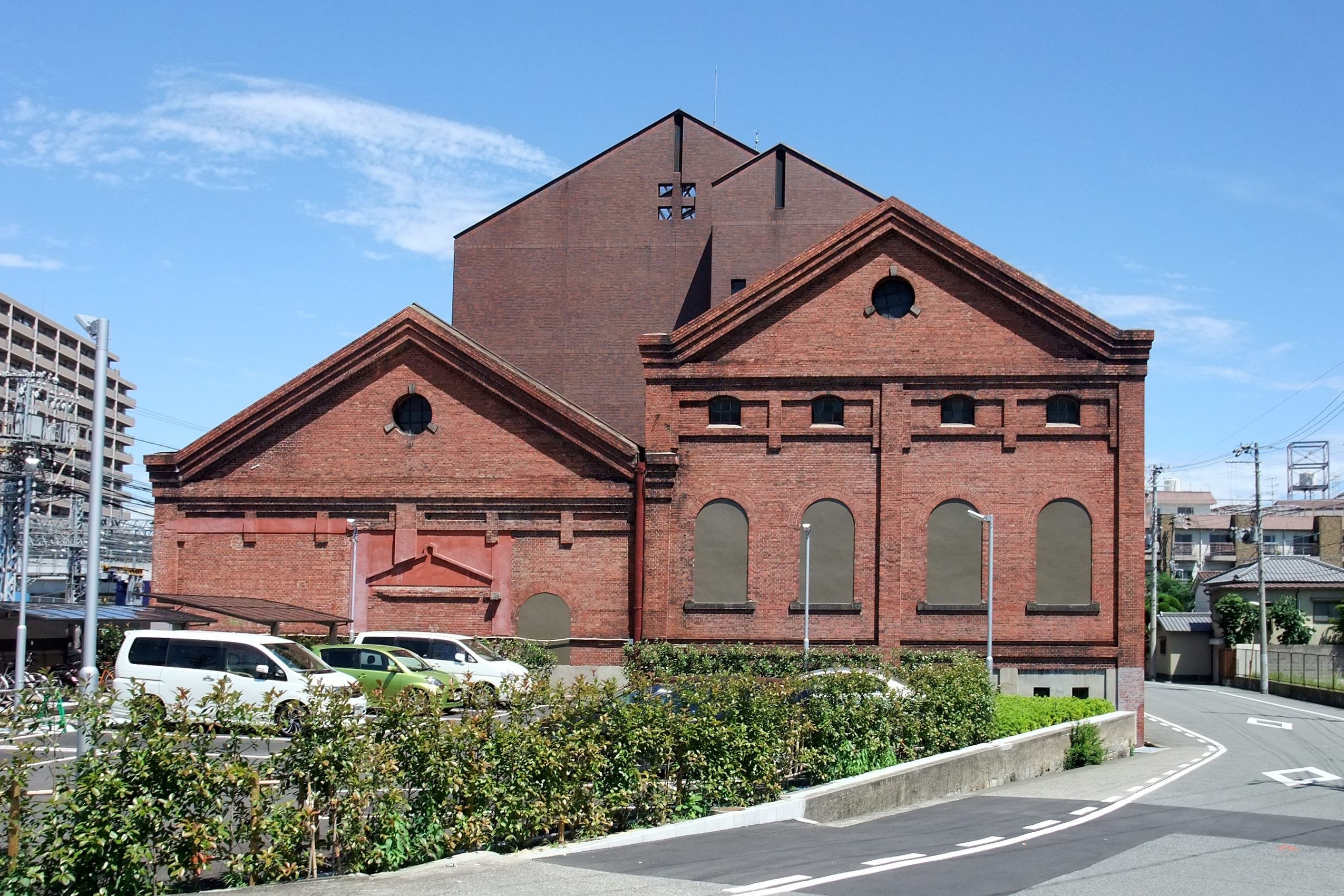
아마가사키 발전소
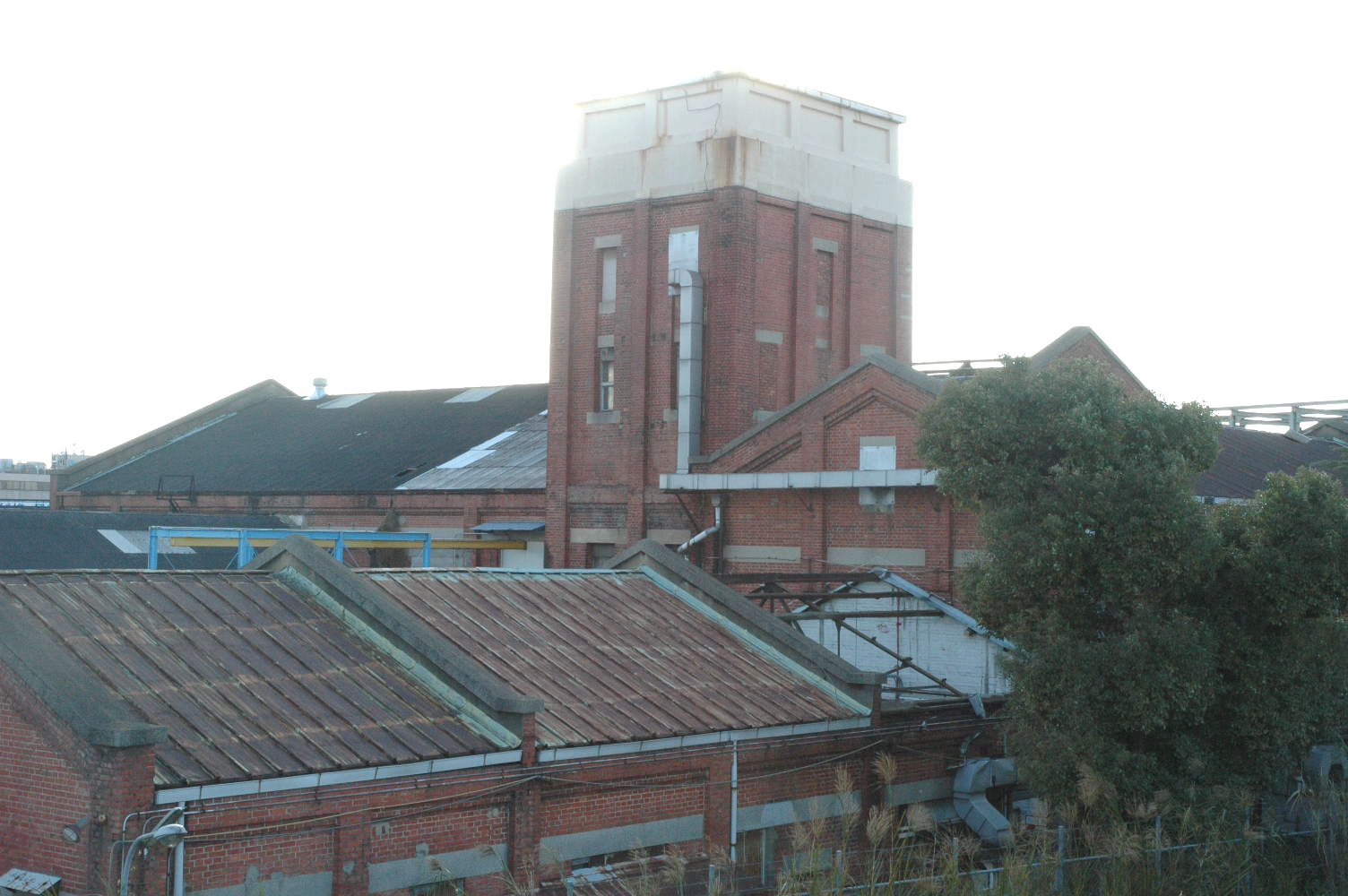
셀룰로이드 회사 공장